# Planolocha
Planolocha is een geslacht van vlinders van de familie van de spanners (Geometridae), uit de onderfamilie van de Ennominae. De wetenschappelijke naam en de beschrijving van dit geslacht werden voor het eerst in 1892 gepubliceerd door Edward Meyrick.

## Soorten
- P. autoptis Meyrick, 1892
- P. hyposema Turner, 1947
- P. iogramma (Meyrick, 1897)
- P. obliquata (T.P. Lucas, 1892)